# أحمد رحايل
أحمد رحايل هو دراج مغربي من مواليد 1955، شارك في أولمبياد 1984.

## وصلات خارجية
- أحمد رحايل على موقع إحصائيات الدراجات الإحترافية (الإنجليزية)
- أحمد رحايل على موقع أوليمبيديا (الإنجليزية)